# タガイタイ
タガイタイ(Tagaytay city)は、マニラ南部にあるカヴィテ州の都市。
山地なので夏でも涼しく多くの人の避暑地、また、観光地として多くの外国人を含めた観光客が一年を通してくる。 また、お金持ちや芸能人の別荘地としても知られる。タール火山もみられる。果物の栽培が盛んでパイナップル、バナナをはじめ数多くの果物が栽培されている。